# Bulbophyllum vakonae
Bulbophyllum vakonae är en orkidéart som beskrevs av Johan Hermans. Bulbophyllum vakonae ingår i släktet Bulbophyllum och familjen orkidéer. Inga underarter finns listade i Catalogue of Life.